# Bothriospila
Bothriospila is een kevergeslacht uit de familie van de boktorren (Cerambycidae). De wetenschappelijke naam van het geslacht werd voor het eerst geldig gepubliceerd in 1923 door Aurivillius.

## Soorten
Bothriospila omvat de volgende soorten:
- Bothriospila elegans Aurivillius, 1924
- Bothriospila pulcherrima Martins & Galileo, 2012